# (32649) 4056 P-L
4056 P-L (asteroide 32649) é um asteroide da cintura principal. Possui uma excentricidade de 0.21977900 e uma inclinação de 1.17337º.
Este asteroide foi descoberto no dia 24 de setembro de 1960 por Cornelis Johannes van Houten e Ingrid van Houten-Groeneveld e Tom Gehrels em Palomar.